# Mariano Santiago
Mariano Nicolás Santiago (Buenos Aires, 31 maggio 2001) è un calciatore argentino, centrocampista del Godoy Cruz.

## Carriera
Santiago è cresciuto nel settore giovanile dell'Almirante Brown ed ha debuttato in prima squadra il 28 luglio 2022 nell'incontro di Primera B Nacional vinto 2-1 contro il Dep. Maipú. La stagione successiva si è confermato uno dei giocatori cardine nel centrocampo del club giallonero, giocando 36 incontri quasi tutti da titolare.
Il 3 gennaio 2024 è stato ceduto in prestito per una stagione al Godoy Cruz. Ha debuttato con la nuova maglia il 2 aprile seguente nell'incontro di Copa de la Liga Profesional vinto 2-1 contro il Platense proprio grazie ad una sua rete nei minuti finali.

## Statistiche

### Presenze e reti nei club
Statistiche aggiornate al 20 agosto 2024.
| Stagione        | Squadra         | Campionato      | Campionato | Campionato | Coppe nazionali | Coppe nazionali | Coppe nazionali | Coppe continentali | Coppe continentali | Coppe continentali | Altre coppe | Altre coppe | Altre coppe | Totale | Totale | Totale |
| Stagione        | Squadra         | Comp            | Pres       | Reti       | Comp            | Pres            | Reti            | Comp               | Pres               | Reti               | Comp        | Pres        | Reti        | Pres   | Reti   |        |
| --------------- | --------------- | --------------- | ---------- | ---------- | --------------- | --------------- | --------------- | ------------------ | ------------------ | ------------------ | ----------- | ----------- | ----------- | ------ | ------ | ------ |
| 2022            | Almirante Brown | PN              | 10         | 0          | CA              | 0               | 0               |                    | -                  | -                  |             | -           | -           | 10     | 0      |        |
| 2023            | Almirante Brown | PN              | 36         | 0          | CA              | 0               | 0               |                    | -                  | -                  |             | -           | -           | 36     | 0      |        |
| 2024            | Godoy Cruz      | PD              | 4          | 0          | CA+CdL          | 1+4             | 0+1             | CL                 | 0                  | 0                  |             | -           | -           | 9      | 1      |        |
| Totale carriera | Totale carriera | Totale carriera | 50         | 0          |                 | 5               | 1               |                    | 0                  | 0                  |             | -           | -           | 55     | 1      |        |